# خیابان فبورگ-سن-انوره
خیابان فبورگ-سن-اُنوره (به فرانسوی: Rue du Faubourg Saint-Honoré) و با خوانش صحیح فرانسوی فُبور سَن اُنوره، خیابانی در منطقه ۸ شهر پاریس است. این خیابان به علت وجود فروشگاه‌های عرضه لباس شرکت‌های مشهور مد شهرت دارد.
کاخ الیزه، وزارت کشور فرانسه، سفارت انگلستان و سفارت ایرلند شمالی در این خیابان واقع شده‌اند.

## مکان‌های مشهور و دیدنی
- کاخ الیزه - مکان رسمی اقامت رئیس‌جمهور فرانسه.
- وزارت کشور فرانسه
- شعبه‌ای از سفارت ژاپن.
- سفارت انگلستان.
- سفارت ایرلند شمالی.
- هتل سابق دپونتالبا - مکان فعلی اقامت سفیر آمریکا.
- مکان اقامت سفیر کانادا
- هتل بریستول
- هتل پرین ادوجار - دفتر مرکزی باشگاه اقتصادی، سیاسی سرکل دلونیون انترالیه.
- فروشگاه مرکزی عرضه پوشاک کمپانی مشهور ارمس[۱][۲](Hermès).
- فروشگاه مرکزی عرضه پوشاک کمپانی مشهور کریستین لاکروآ[۲](Christian Lacroix).
- فروشگاه عرضه پوشاک کمپانی مشهور کریستیان دیور [۱][۲](Chiristian Dior).
- فروشگاه عرضه پوشاک کمپانی مشهور ورساچه [۱][۲] (Versace).
- فروشگاه عرضه پوشاک کمپانی مشهور ژیوانشی [۱][۲](Givenchy).
- فروشگاه عرضه پوشاک کمپانی مشهور لانوَن [۱][۲](Lanvin).
- فروشگاه عرضه پوشاک کمپانی مشهور گی لارُش[۱][۲](Guy Laroche).
- فروشگاه عرضه پوشاک کمپانی مشهور ایو سن لوران[۱][۲](Yves Saint-Laurent).
- فروشگاه عرضه پوشاک کمپانی مشهور ژان پل گوتیه [۱][۲](Jean-Paul Gaultier).
- فروشگاه عرضه پوشاک کمپانی مشهور کلوئه[۲][۳](Chloé).